# Recesy z Malmö
Recesy z Malmö (szw. Malmö recess) – podpisany 1 września 1524 traktat pokojowy zawarty pomiędzy królem Danii i Norwegii Fryderykiem I oraz królem Szwecji Gustawem Wazą. Było to pierwsze porozumienie pomiędzy Szwecją i Danią od momentu ogłoszenia przez Szwecję opuszczenia unii kalmarskiej i tym samym  oficjalnie zakończyło szwedzką wojnę o niepodległość. 

## Walki o Gotlandię

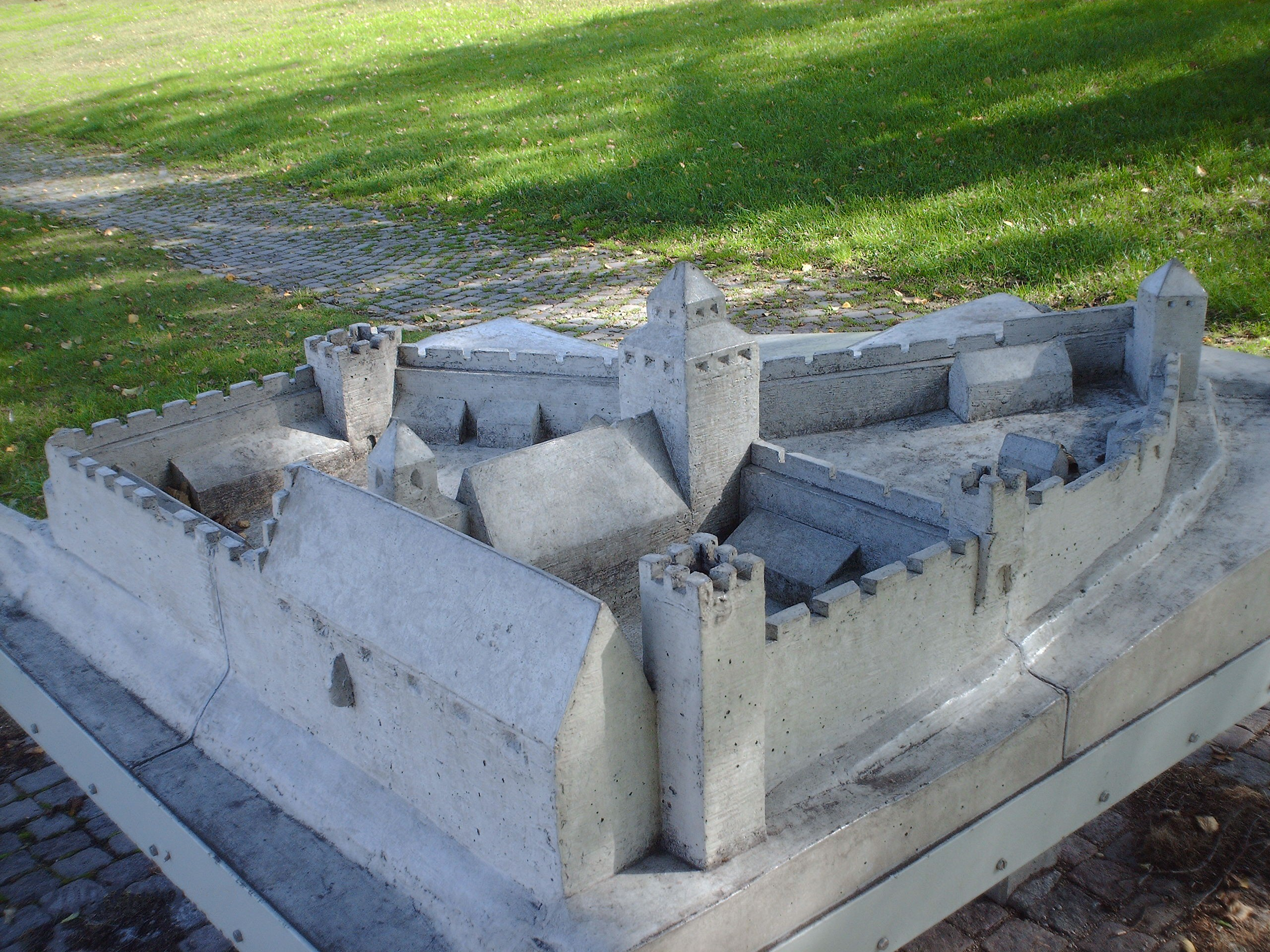
Model zamku Visborg

Pozbawiony szwedzkiego jak i duńsko-norweskiego tronu Chrystian II nadal działał, głównie  na terenach Niderlandów, poszukując pieniędzy i poparcia politycznego dla odzyskania władzy. Zagrożenie ze strony Chrystiana i jego zwolenników było źródłem niepokojów w Szwecji i w Danii. Na Gotlandii usadowił się zaufany sługa Chrystiana II, admirał Søren Norby ze swoją armią. Chroniony murami miasta Visby i znajdującego się w nim zamku Visborg, Norby siał postrach na Bałtyku wśród pokojowo nastawionych kupców hanzeatyckich i wśród obu nowo wybranych królów Danii i Szwecji. W maju 1524 Szwecja zgromadziła w Kalmarze liczne siły które następnie przetransportowano na szwedzkich i hanzeatyckich okrętach na Gotlandię. Licząca prawie dwa tysiące żołnierzy armia z których większość stanowiły zaciężne wojska niemieckie zeszła na ląd w okolicy Västergarn. Żołnierze nie mieli żadnych problemów z zajęciem terenów wiejskich natomiast miasto Visby okazało się twierdzą nie do zdobycia. Na domiar złego działa ściągnięte na wyspę stały w większości niewykorzystane ponieważ statki transportujące kule i proch zostały przechwycone przez szybkie jednostki Norby’ego. W międzyczasie duńscy szlachcice rozpoczęli negocjacje z Norbym na temat przejęcia Gotlandii przez Fryderyka I a z Duńczykami potajemnie współpracowała Lubeka, której zależało przede wszystkim na wyeliminowaniu zagrożenia jakie stanowił Norby bez względu na to kto rozwiąże ten problem. Koniec negocjacji Duńczyków z Norbym oznaczał, że dalsze oblężenie Visby jest prowadzone przeciwko Danii.

## Negocjacje i konsekwencje polityczne traktatu

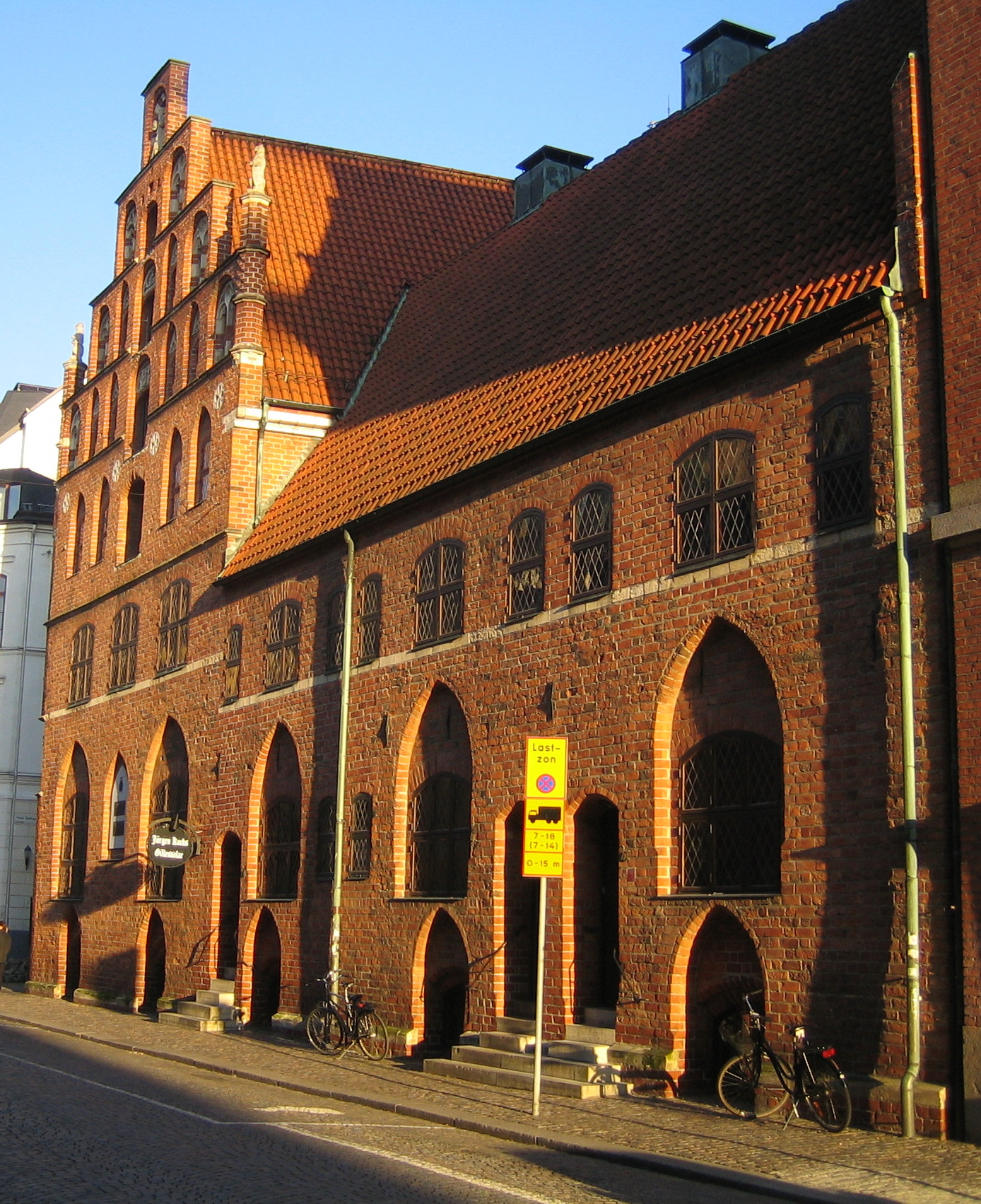
Dom Jørgena Kocka w którym mieszkał Gustaw Waza w czasie negocjacji

Burmistrzowi Lubeki Thomasowi von Wickede udało się skłonić Gustawa Wazę do zgody na spotkanie z duńskim królem aby rozpocząć negocjacje pokojowe. Na miejsce rozmów wybrano należące wówczas do Danii miasto Malmö, gdzie 24 sierpnia 1524 roku król Szwecji przybył w towarzystwie setki jazdy witany z największymi honorami. Na kwaterę oddano mu do dyspozycji istniejący do dziś, okazały dom należący burmistrza miasta Jørgena Kocka. Trwające tydzień negocjacje doprowadziły do zawarcia kompromisu w wyniku którego Szwecja musiała wycofać się z Gotlandii pod warunkiem, że szwedzkie wojsko jeszcze nie wkroczyło do Visby a było niemal pewne, że tak się nie stało. Szwecja miała również wycofać się z Blekinge, zachowała jednak tymczasowo norweski region Viken a przynależność prawną spornych terenów wschodniej Danii miała rozstrzygnąć następnego roku hanzeantycka komisja rozjemcza. Było jednak rzeczą oczywistą, że komisja rozstrzygnie spór na korzyść Danii.
W traktacie zawarto również punkt o natychmiastowym uwolnieniu żołnierzy wziętych do niewoli po obydwu stronach jak również punkt o przyjaznych stosunkach i współpracy w walce z zagrożeniami ze strony Chrystiana II. Podpisanie tego punku traktatu przez króla Danii oficjalnie zakończyło szwedzką wojnę o niepodległość i przypieczętowało wyjście Szwecji ze struktur unii kalmarskiej.